# Rovine di Burghalden
Le rovine del castello di Burghalden si trovano sopra Liestal nel cantone di Basilea Campagna.

## Impianto
L'impianto si trova sullo sperone Burghalden, che si protende sulla vallata del fiume Ergolz. A partire dagli anni '60 del XX secolo e fino al 1978 il castello è stato parzialmente portato alla luce dopo uno scavo dell'area. Sul lato est c'è un bastione con due fossati. A ovest del muro, un altro muro di cinta circonda lo sperone roccioso largo 30 metri e lungo 130 metri. All'estremità settentrionale delle rovine del castello c'è una torre quadrata. L'estremità meridionale fu distrutta dalla costruzione di un bunker durante la seconda guerra mondiale.
Sul lato sud del complesso sorgeva una piccola chiesa a sala. Il cancello d'ingresso largo tre metri si trovava sul lato sud-ovest della chiesa.

## Storia
Si possono ipotizzare diverse fasi di costruzione dell'intero castello. I reperti ritrovati risalgono ad un periodo tra il 900 e il 1100 d.C.. La rovina probabilmente apparteneva al conte Chadaloh che è attestato come sovrano dell'Augstgau tra l'891 e l'894 d.C.. Il nome Burghalden è documentato a partire dal XIII secolo.